# Persone di nome Quentin
| Questa pagina contiene informazioni ricavate automaticamente dalle voci biografiche con l'ausilio del template Bio e di un bot. L'aggiornamento è periodico e automatico e ricostruisce completamente la pagina. Se manca una persona in questa lista, sei pregato di non aggiungerla, ma accertati piuttosto che la sua voce biografica contenga il template Bio e che i dati anagrafici siano correttamente compilati. Se il template Bio manca, inseriscilo tu stesso o, in alternativa, metti l'avviso {{tmp\|Bio}} che ne segnala la mancanza. Se i dati riportati sono sbagliati, correggi direttamente la voce biografica; le modifiche saranno visibili in questa lista entro pochi giorni. Per chiarimenti vedi il progetto antroponimi. La lista contiene solo le 57 persone che sono citate nell'enciclopedia e per le quali è stato implementato correttamente il template Bio. Pagina aggiornata al 6 giu 2025. |

Questa è una lista di persone presenti nell'enciclopedia che hanno il nome Quentin, suddivise per attività principale.

## Attori(2)
- Quentin Earl Darrington, attore e cantante statunitense (Chicago, n. 1978)
- Quentin Dolmaire, attore francese (Ouagadougou, n. 1994)

## Attrici(1)
- Quentin Dean, attrice statunitense (Los Angeles, n. 1944 - Los Angeles, † 2003)

## Avvocate(1)
- Quentin Bryce, avvocato e docente australiana (Brisbane, n. 1942)

## Biatleti(1)
- Quentin Fillon Maillet, biatleta francese (Champagnole, n. 1992)

## Cestisti(6)
- Quentin Goulmy, ex cestista francese (Fontenay-aux-Roses, n. 1998)
- Quentin Grimes, cestista statunitense (Houston, n. 2000)
- Q.J. Peterson, cestista statunitense (Hedgesville, n. 1994)
- Quentin Richardson, ex cestista e dirigente sportivo statunitense (Chicago, n. 1980)
- Quentin Serron, cestista belga (Etterbeek, n. 1990)
- Quentin Snider, cestista statunitense (Louisville, n. 1995)

## Ciclisti su strada(2)
- Quentin Jauregui, ciclista su strada francese (Cambrai, n. 1994)
- Quentin Pacher, ciclista su strada francese (Libourne, n. 1992)

## Conduttori televisivi(1)
- Quentin Willson, conduttore televisivo inglese (Leicester, n. 1957)

## Disc jockey(3)
- Fatboy Slim, disc jockey, produttore discografico e beatmaker britannico (Bromley, n. 1963)
- Quentin Harris, disc jockey statunitense (Detroit, n. 1970)
- Mr. Oizo, disc jockey, produttore discografico e regista francese (Parigi, n. 1974)

## Disegnatori(1)
- Quentin Blake, disegnatore, illustratore e scrittore britannico (Sidcup, n. 1932)

## Filosofi(1)
- Quentin Meillassoux, filosofo francese (Parigi, n. 1967)

## Giocatori di football americano(5)
- Quentin Coryatt, ex giocatore di football americano statunitense (Saint Croix, n. 1970)
- Quentin Groves, giocatore di football americano statunitense (Greenville, n. 1984 - Trinidad, † 2016)
- Quentin Jammer, giocatore di football americano statunitense (Angleton, n. 1979)
- Quentin Johnston, giocatore di football americano statunitense (Temple, n. 2001)
- Quentin Lake, giocatore di football americano statunitense (Pittsburgh, n. 1999)

## Martellisti(1)
- Quentin Bigot, martellista francese (Hayange, n. 1992)

## Militari(1)
- Quentin Roosevelt, ufficiale statunitense (Washington, n. 1897 - Chamery, † 1918)

## Musicisti(1)
- Quentin Jackson, musicista e trombonista statunitense (Springfield, n. 1909 - New York, † 1976)

## Nuotatori(1)
- Quentin Rakotomalala, nuotatore artistico francese (Marsiglia, n. 2003)

## Pattinatori di short track(1)
- Quentin Fercoq, pattinatore di short track francese (Harfleur, n. 1999)

## Piloti di rally(1)
- Quentin Gilbert, pilota di rally francese (Neufchâteau, n. 1989)

## Piloti motociclistici(1)
- Quentin Jacquet, pilota motociclistico francese (Lione, n. 1991)

## Pistard(1)
- Quentin Lafargue, pistard francese (Bordeaux, n. 1990)

## Pittori(2)
- Quentin Massys, pittore fiammingo (Lovanio, n. 1466 - Anversa, † 1530)
- Quentin Metsys il Giovane, pittore fiammingo (Anversa, n. 1543 - Francoforte sul Meno, † 1589)

## Politici(1)
- Quentin N. Burdick, politico statunitense (Munich, n. 1908 - Fargo, † 1992)

## Registi(1)
- Quentin Tarantino, regista, sceneggiatore e attore statunitense (Knoxville, n. 1963)

## Scrittori(1)
- Quentin Crisp, scrittore, modello e attore britannico (Sutton, n. 1908 - Manchester, † 1999)

## Snowboarder(1)
- Quentin Sodogas, snowboarder francese (n. 2002)

## Storici(1)
- Quentin Skinner, storico britannico (Oldham, n. 1940)

## Storici dell'arte(1)
- Quentin Bell, storico dell'arte e scrittore britannico (Londra, n. 1910 - Sussex, † 1996)

## Tennisti(1)
- Quentin Halys, tennista francese (Bondy, n. 1996)